# Cymaroa
Cymaroa este un gen de insecte lepidoptere din familia Arctiidae.

Cladograma conform Catalogue of Life:
| Cymaroa | \| \| Cymaroa grisea \| \| \| \| \| \| Cymaroa leptopepla \| \| \| \| |
|         | \| \| Cymaroa grisea \| \| \| \| \| \| Cymaroa leptopepla \| \| \| \| |
|         | Cymaroa grisea                                                        |
|         |                                                                       |
|         | Cymaroa leptopepla                                                    |
|         |                                                                       |